# Weili Zhang
Weili Zhang, née le 13 août 1989 à Handan dans la province d'Hebei en Chine, est une kick-boxeuse et pratiquante chinoise d'arts martiaux mixtes (MMA). 
Championne des poids pailles du Kunlun Fight, elle entre en 2018 au sein de la division des poids pailles de l'Ultimate Fighting Championship (UFC). Poursuivant sa série de victoires, la Chinoise décroche la ceinture de championne de la catégorie en août 2019 qu’elle défend successivement une fois contre Joanna Jedrzejczyk avant de la perdre lors de l'UFC 261 sur un coup de pied à la tête de Rose Namajunas en avril 2021. 
En novembre 2022, la combattante chinoise devient championne des pailles pour la deuxième fois en battant Carla Esparza sur un étranglement arrière.

## Biographie
Weili Zhang commence le kick-boxing à l'âge de 13 ans. Elle dispute son premier combat d'arts martiaux mixtes (MMA) en octobre 2013, un affrontement qu’elle perd. En septembre 2014, Zhang quitte son emploi dans une salle de sport pour devenir combattante professionnelle. Une semaine plus tard, elle se blesse au poignet et est indisponible pour neuf mois. En décembre 2015, elle retourne dans le ring et enchaîne les succès.
En août 2019, Zhang Weili devient la première Chinoise sacrée championne de l'Ultimate Fighting Championship (UFC). À Shenzhen en Chine, la combattante, jusqu’alors classé no 6 de sa division, remporte la ceinture en seulement 41 secondes en mettant KO Jéssica Andrade. L'UFC, qui cherche depuis longtemps à s'imposer en Asie, trouve en Zhang une représentante idéale, charismatique ainsi que sympathique en conférence de presse. Devenue une importante vedette en Chine depuis son entrée dans l’UFC, Zhang a appris l'anglais pour se faire comprendre sur la scène internationale.
Alors qu'elle se prépare à défendre sa ceinture de championne à Pékin contre Joanna Jedrzejczyk, la pandémie de Covid-19 la pousse à quitter le territoire chinois pour continuer sa carrière de combattante et à s'entraîner en Thaïlande. Son combat pour le titre est finalement déplacé à l'UFC 248 organisé à Las Vegas. Dans un combat violent et spectaculaire, intense et historique, qui va jusqu'au bout des 25 minutes, Zhang Weili  conserve sa ceinture de championne sur une décision partagée, deux juges à un. Cet affrontement est considéré comme l'un des plus grands combats féminins de l'histoire du MMA.
En avril 2021, dans la première soirée de l’UFC organisée depuis la crise sanitaire, Zhang Weili affronte l’Américaine Rose Namajunas devant 15 000 spectateurs à Jacksonville pour la défense de sa ceinture de championne de la catégorie des pailles. Invaincue depuis novembre 2013, Zhang Weili est favorite mais dès le début du combat, elle est surprise par un coup de pied haut qui la met KO,. En novembre, la revanche entre les deux combattantes est organisée au Madison Square Garden de New York. La combattante chinois s'est préparée pour la première fois aux États-Unis, au Fight Ready de Scottsdale en Arizona. Entraînée à subir une foule hostile qui l’a perturbé lors de la première rencontre entre les deux femmes, Zhang reçoit également les conseils d'Henry Cejudo, spécialiste de la lutte. Après une bataille de cinq rounds, la décision, partagée en faveur de la championne en titre Namajunas, fait débat,.
En juin 2022, lors de la revanche contre la Polonaise Jedrzejczyk, la Chinoise impressionne en mettant KO son adversaire d'un coup de poing retourné dans la deuxième reprise,. En novembre, Weili Zhang affronte la nouvelle championne Carla Esparza au Madison Square Garden. Au début du deuxième round, elle réussit un étranglement arrière qui force Esparza à taper et abandonner.

## Palmarès en arts martiaux mixtes
| 29 combats     | 26 victoires | 3 défaites |
| Par KO         | 11           | 1          |
| Par soumission | 8            | 0          |
| Sur décision   | 7            | 2          |

| Résultat | Record | Adversaire             | Méthode                                       | Événement                                | Date              | Round | Temps | Lieu                                        | Notes                                                                    |
| -------- | ------ | ---------------------- | --------------------------------------------- | ---------------------------------------- | ----------------- | ----- | ----- | ------------------------------------------- | ------------------------------------------------------------------------ |
| Victoire | 26-3   | Tatiana Suarez         | Décision unanime                              | UFC 312 : du Plessis contre Strickland 2 | 9 février 2025    | 5     | 5:00  | Sydney, Australie                           | Défend le titre des poids pailles de l'UFC.                              |
| Victoire | 25-3   | Yan Xiaonan            | Décision unanime                              | UFC 300: Alex Pereira Vs Jamahal         | 13 avril 2024     | 5     | 5:00  | Las Vegas, Nevada, États-Unis               | Défend le titre des poids pailles de l'UFC.                              |
| Victoire | 24-3   | Amanda Lemos           | Décision unanime                              | UFC 292: Sterling vs. O'Malley           | 19 août 2023      | 5     | 5:00  | TD Garden, Boston, États-Unis               | Défend le titre des poids pailles de l'UFC.                              |
| Victoire | 23-3   | Carla Esparza          | Soumission (étranglement arrière)             | UFC 281: Adesanya vs. Pereira            | 12 novembre 2022  | 2     | 1:05  | Madison Square Garden, New York, États-Unis | Remporte le titre des poids pailles de l'UFC.                            |
| Victoire | 22-3   | Joanna Jędrzejczyk     | KO (coup de poing arrière retourné)           | UFC 275                                  | 11 juin 2022      | 2     | 2:28  | Kallang, Singapour                          | Performance de la soirée.                                                |
| Défaite  | 21-3   | Rose Namajunas         | Décision partagée                             | UFC 268 : Usman vs. Colby Covington      | 6 novembre 2021   | 5     | 5:00  | Madison Square Garden, New York, États-Unis | Pour le titre des poids pailles de l'UFC.                                |
| Défaite  | 21-2   | Rose Namajunas         | KO (coup de pied à la tête et coups de poing) | UFC 261                                  | 24 avril 2021     | 1     | 1:18  | Jacksonville, Floride, États-Unis           | Perd le titre des poids pailles de l'UFC.                                |
| Victoire | 21-1   | Joanna Jędrzejczyk     | Décision partagée                             | UFC 248                                  | 7 mars 2020       | 5     | 5:00  | Las Vegas, Nevada, États-Unis               | Défend le titre des poids pailles de l'UFC. Combat de la soirée.         |
| Victoire | 20-1   | Jéssica Andrade        | TKO (coups de genou et coups de poing)        | UFC Fight Night: Andrade vs. Zhang       | 31 août 2019      | 1     | 0:42  | Shenzhen, Chine                             | Remporte le titre des poids pailles de l'UFC. Performance de la soirée.  |
| Victoire | 19-1   | Tecia Torres           | Décision unanime                              | UFC 235                                  | 2 mars 2019       | 3     | 5:00  | Las Vegas, Nevada, États-Unis               |                                                                          |
| Victoire | 18-1   | Jessica Aguilar        | Soumission (clé de bras)                      | UFC Fight Night: Blaydes vs. Ngannou 2   | 24 novembre 2018  | 1     | 3:41  | Pékin, Chine                                |                                                                          |
| Victoire | 17-1   | Danielle Taylor        | Décision unanime                              | UFC 227                                  | 4 août 2018       | 3     | 5:00  | Los Angeles, Californie, Etats-Unis         |                                                                          |
| Victoire | 16-1   | Bianca Sattelmayer     | Soumission (clé de bras)                      | Kunlun Fight MMA 15                      | 3 octobre 2017    | 1     | 3:29  | Séoul, Corée du Sud                         |                                                                          |
| Victoire | 15-1   | Marilia Santos         | TKO (coups de coude et de poing)              | Kunlun Fight MMA 14                      | 28 août 2017      | 2     | 3:20  | Yantai, Chine                               | Défend le titre des poids paille du Kunlun Fight Championship.           |
| Victoire | 15-1   | Ye-dam Seo             | TKO (coups de coude et de poing)              | Top FC 15                                | 22 juillet 2017   | 2     | 1:35  | Séoul, Corée du Sud                         | Remporte le titre des poids paille du Top FC.                            |
| Victoire | 13-1   | Aline Sattelmayer      | Décision unanime                              | Kunlun Fight MMA 12                      | 1er juin 2017     | 3     | 5:00  | Yantai, Chine                               | Défend le titre des poids paille du Kunlun Fight Championship.           |
| Victoire | 12-1   | Simone Duarte          | TKO (coups de poing)                          | Kunlun Fight MMA 11                      | 25 mai 2017       | 1     | 2:29  | Jining, Chine                               | Remporte le titre des poids paille du Kunlun Fight Championship.         |
| Victoire | 11-1   | Nayara Hemily          | Soumission (guillotine)                       | Kunlun Fight MMA 9                       | 25 février 2017   | 1     | 0:41  | Sanya, Chine                                |                                                                          |
| Victoire | 10-1   | Veronica Grenno        | TKO (coup de genou dans le corps)             | Kunlun Fight MMA 8                       | 2 janvier 2017    | 1     | 1:50  | Sanya, Chine                                |                                                                          |
| Victoire | 9-1    | Karla Benitez          | KO (coups de poing)                           | Kunlun Fight 53                          | 15 décembre 2016  | 1     | 2:15  | Pékin, Chine                                | Défend le titre des poids paille du Kunlun Fight Championship.           |
| Victoire | 8-1    | Maira Mazar            | Soumission (étranglement arrière)             | Kunlun Fight 53                          | 24 septembre 2016 | 1     | 4:11  | Pékin, Chine                                | Remporte le titre intérim des poids paille du Kunlun Fight Championship. |
| Victoire | 7-1    | Emi Jugino             | TKO (arrêt du médecin)                        | Kunlun Fight 49                          | 7 août 2016       | 2     | 2:51  | Tokyo, Japon                                | Retour dans la catégorie de poids paille.                                |
| Victoire | 6-1    | Liliya Kazak           | KO (head kick)                                | Kunlun Fight 47                          | 10 juillet 2016   | 2     | 4:13  | Nanjing, Chine                              |                                                                          |
| Victoire | 5-1    | Alice Ardelean         | Soumission (étranglement arrière)             | Kunlun Fight MMA 5 / Top FC 11           | 22 mai 2016       | 2     | 4:41  | Séoul, Corée                                | Début en catégorie poids mouche.                                         |
| Victoire | 4-1    | Svetlana Gotsyk        | TKO (coups de poing)                          | Kunlun Fight 38 / Super Muaythai 2016    | 21 février 2016   | 2     | 2:39  | Pattaya, Thaïlande                          |                                                                          |
| Victoire | 3-1    | Samantha Jean-François | TKO (coups de poing)                          | Kunkun Fight 35                          | 19 décembre 2015  | 1     | 3:37  | Luoyang, Chine                              |                                                                          |
| Victoire | 2-1    | Mei Huang              | Soumission (étranglement arrière)             | Kunkun Fight 35                          | 27 octobre 2014   | 1     | 0:40  | Chine                                       |                                                                          |
| Victoire | 1-1    | Shuxia Wu              | Soumission (clé de bras)                      | Chinese Kung Fu Championships            | 17 avril 2014     | 1     | 1:56  | Chine                                       |                                                                          |
| Défaite  | 0-1    | Meng Bo                | Décision unanime                              | China MMA League                         | 9 novembre 2013   | 2     | 5:00  | Xuchang, Chine                              |                                                                          |